# Polygala polyedra
Polygala polyedra är en jungfrulinsväxtart som beskrevs av T. S. Brandegee. Polygala polyedra ingår i släktet jungfrulinssläktet, och familjen jungfrulinsväxter. Inga underarter finns listade i Catalogue of Life.